# Sufizem
Asketske skupnosti v islamu so od 8. stoletja dalje skušale preprečiti grozeče propadanje verskih vrednot. Njihovi člani so si nadeli spokorniška oblačila iz volne (suf) in pridigali pravi pomen verzov iz Korana. Ljudje so jih zaradi oblačil kmalu začeli imenovati sufisti. Pripadniki sufističnih redov in samotarski potujoči islamski beraški redovniki se imenujejo  derviši; derviš je beseda perzijskega izvora in pomeni berača. Eden od ustanoviteljev sufizma je bil Hasan Al Basri (643-728) in njegov naj bi bil izrek: »Kdor pozna boga, ga ljubi. Kdor pozna svet, se mu odpove«.
Mistična smer, ki so jo uvedli sufisti, je privedla do hudega konflikta s prevladujočo teologijo. Sufisti so se, v nasprotju s pravovernimi teologi, ki so zahtevali spoštovanje islamskih dolžnosti in zakonov (šaira), zlasti brezpogojno pokorščino bogu, sklicevali na mesto v Koranu, ki omenja ljubezen med bogom in ljudmi. Prepričani so, da je treba poleg razumevanja Korana skušati zlasti uresničiti skrito sporočilo - tudi tisto med vrsticami. S svojim življenjem hočejo udejanjiti predanost bogu, kar je pravi pomen besede islam (arabsko predanost), in želijo, kot mistiki v vseh verstvih, neposredno izkusiti boga. Njihova pot vodi k stanju, ko v svoji najglobji notranjosti ne bodo več ločeni od boga. Za privržence tega nauka je bil prvi ustanovitelj islama, Mohamed, prvi sufi tega sveta, saj je bilo njegovo življenje popolnoma prežeto z bogom.
Sufiji so razvili sistem, ki je omogočal postopno zamaknjenost, s katero naj bi dosegli »odrešujoče vedenje« (ma'rifa)
Osnovno načelo sufizma je Kako naj pomagam vsem ljudem na svetu ne glede na vero.

## Nastanek redov
Med 10. in 14. stoletjem so nastale različne bratovščine in redovi. Njihovi učenjaki so napisali številna dela, v katerih so slikovito opisali mistična stanja, ki jih je treba doseči, in predstavili nauke sufizma. Ne nazadnje so vsi ti spisi nastali tudi zato, da bi pokazali, kako se sufizem popolnoma sklada s temeljnimi načeli islama. Tako so čez čas nastale štiri glavne smeri: Chishti, Qadiri, Suhrawardi in Naqshbandi.

## Sufizem in umetnost
Sufizem je v tem obdobju posebej močno vplival na umetnosti. Ljudje so se z glasbo, plesom in pesništvom skušali približati božji skrivnosti. Izjemen predstavnik take umetnosti je bil perzijski pesnik Jalal ad-Din Rumi (1207-1273). Živel je v Konyi v Turčiji, kjer je ustanovil sufistični red mevlevijev; ker so njegovi redovniki posebej cenili petje in ples, se je reda prijel naziv »bratovščina plesočih dervišev«. Rumi je svojo ognjeno liriko, polno mistike in folklore, posvetil potujočemu dervišu Šamsiju-i-Tibrisu. Ekstatični krožni ples je še danes najbolj znana prvina sufističnega izročila. Glasba in ples sta postala sredstvo, s katerim so sufisti ustvarili božjo zamaknjenost: skupine dervišev so oblikovale dva kroga, v katerih so se vrteli z vodoravno razširenimi rokami, med njimi pa se je en sam vrtel v smer, nasprotni smeri urinega kazalca.

## Tehnike zamaknjenosti
V redu so se razvile različne versko-ekstatične vaje (dhikr). Redovniki skušajo Alaha kot voditelja duš in ljubljenega boga priklicati z askezo, z odrekanjem spancu, plesom in zamaknjenostjo, povzročeno z udarjanjem po bobnih. Tako imenovani »vpijoči derviši« kot posebno obliko stika z bogom gojijo tudi skupno izgovarjajnje božjega imena, veroizpovedi ali sure iz Korana. Med njimi so razširjeni tudi posebni načini dihanja, tako na primer daljše zadrževanje diha, nato pa večurno ponavljanje molitvene formule »La ilaha ila'lahu« (Ni ga boga razen Alaha) s stisnjenim glasom, ki se konča z dinamičnim ponavljanjem zloga hu (»on«, se pravi, bog). Legenda pravi, da so bili sufiji, ki so tako dosegli zamaknjenje, sposobni neverjetnih dosežkov. Tako naj bi, na primer, leteli, se sami poškodovali, ne da bi krvaveli, ali pa si zažgali obleko na sebi, ne da bi dobili opekline. Na najvišji ravni naj bi se dogajale tudi obuditve od mrtvih.

## Najpomembnejše osebnosti
Prve šole sufizma so se oblikovale v 9. stoletju okrog znamenitega egiptovskega mistika Dhu-Nina (umrl 859), islamskega mistika Bajesisa Al Bistamija (umrl 909). Ta je prvi zbral sufistične spise, ki vsebujejo v glavnem poročila o mističnih izkustvih, pridobljenih v zamaknjenosti, o izginotju jaza in nadaljevanja življenja v bogu. Iz teh zapisov je oblikoval svojo »filozofijo o izginotju v bogu«, ki je močno vplivala na sufistično tradicijo. Bivanje v združenosti z bogom je opisal takole: »Bog je pustil človeka umreti, da bi lahko ta človek v njem živel naprej.« Taka, v zamaknjenosti pridobljena spoznanja, so vznemirila pravoverne islamiste, ker so bila zanje preveč radikalna. Mnogi izreki sufijev so veljali za bogokletne. Al Haladž je bil leta 929 zaradi teh besed celo usmrčen: »Jaz sem postal ta, ki ga ljubim, kajti ta, ki ga ljubim, je postal jaz. Sva dva duhova, združena v enem telesu.«

## Klasični avtorji sufizma
- Al-Gazali
- Omar Hajam
- Farid al-Din Attar iz Nišapura
- Ibn Arabi
- Saadi iz Shiraza
- Hakim Yami
- Hakim Sanaj
- Muhammad Jalaludin - Rumi
- Ne'emat Ollah-e-Vali